# اسپرینگ‌مید بیچ (کارولینای جنوبی)
اسپرینگ‌مید بیچ (به انگلیسی: Springmaid Beach) یک منطقهٔ مسکونی در ایالات متحده آمریکا است که در شهرستان هاری، کارولینای جنوبی واقع شده‌است.